# 内田良平 (政治運動家)

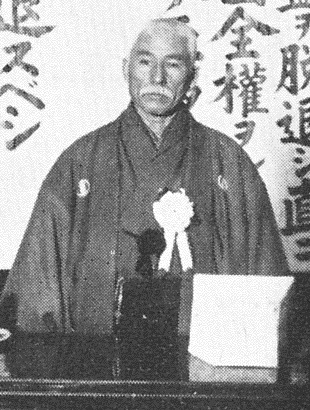
内田良平

内田 良平（うちだ りょうへい、旧字体：內田 良平󠄁、1874年〈明治7年〉2月11日 - 1937年〈昭和12年〉7月26日）は、日本の国家主義者・右翼運動家・アジア主義者。黒龍会主幹、大日本生産党総裁。

## 人物

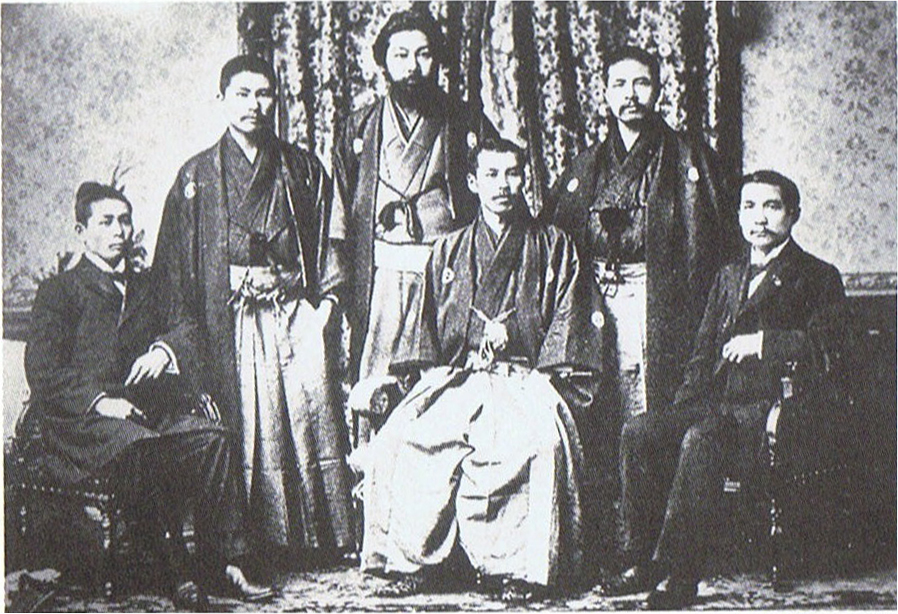
中国同盟会、後列左端が内田良平

旧福岡藩士であり、武芸の達人として知られた内田良五郎の三男として現在の福岡県福岡市大円寺町（現・唐人町）に生まれる。幼名良助、のち甲（きのえ）。明治34年（1902年）に良平と改名した。幼時より弓道、剣道、柔術、相撲、射撃を父に学んだ。なお、父・良五郎の神道夢想流杖術の門下には、「昭和の剣聖」の一人である中山博道がいる。俳号は硬石。
明治25年（1892年）18歳のとき、頭山満の玄洋社の三傑といわれた叔父（父・良五郎の実弟）の平岡浩太郎に従い上京して講道館に入門し柔道を学ぶ。翌明治26年（1893年）東邦協会露西亜語学校に入学しロシア語を学び、明治30年（1897年）シベリア横断旅行を試みる。平岡浩太郎の影響を受けて、日本の朝鮮、中国への勢力拡大に強い関心をもった。明治31年（1898年）宮崎滔天を通じて孫文と知り合い、親交を結ぶ。明治33年（1900年）中国・広州に赴き、孫文・李鴻章提携を斡旋する一方、革命義勇軍を組織して孫文の革命運動を援助した。明治34年（1901年）黒龍会を結成し、ロシア事情を紹介。さらに明治36年（1903年）には対露同志会を結成し、日露開戦を強く主張した。明治38年（1905年）宮崎・末永節らとともに孫文・黄興の提携による中国革命同盟会の成立に関係する。また、フィリピン独立運動指導者のエミリオ・アギナルド、インド独立運動指導者のラス・ビハリ・ボースの活動も支援した。
明治39年（1906年）に韓国統監府嘱託となり、初代朝鮮統監の伊藤博文に随行して渡韓した。明治40年（1907年）には、「一進会」会長の李容九と日韓の合邦運動を盟約し、その顧問となった。このとき双方で日韓合邦構想が確認された。 当時一進会は朝鮮半島への侵略行為を繰り返すロシアの南下に危機感を持ち、明治42年（1909年）12月、内田などが李容九とともに「一進会会長李容九および百万会員」の名で「韓日合邦建議書（韓日合邦を要求する声明書）」を、韓国皇帝純宗、曾禰荒助韓国統監、首相李完用に提出した。李容九はこの声明書の中で、「日本は日清戦争で莫大な費用と多数の人命を費やし韓国を独立させてくれた。また日露戦争では日本の損害は甲午の二十倍を出しながらも、韓国がロシアの口に飲み込まれる肉になるのを助け、東洋全体の平和を維持した。韓国はこれに感謝もせず、あちこちの国にすがり、外交権が奪われ、保護条約に至ったのは、我々が招いたのである。第三次日韓協約（丁未条約）、ハーグ密使事件も我々が招いたのである。今後どのような危険が訪れるかも分からないが、これも我々が招いたことである。我が国の皇帝陛下と日本天皇陛下に懇願し、朝鮮人も日本人と同じ一等国民の待遇を享受して、政府と社会を発展させようではないか」と、韓日合邦の目的をアジアの平和維持と韓国の発展としている。のちに内田と李容九の合邦論は、合邦反対派から日本政府の日韓併合をカムフラージュしたとされ、李容九は「売国奴」と呼ばれた。内田は日韓併合後の政府の対韓政策には批判的で、後に「同光会」を結成して韓国内政の独立を主張している。

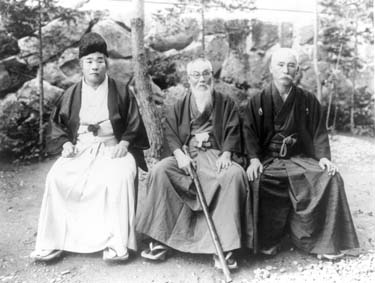
左から、出口王仁三郎、頭山満、内田良平

明治44年（1911年）の中華民国成立後は満蒙独立を唱え、川島浪速らと華北地域での工作活動を政府に進言する。さらに大正7年（1918年）のシベリア出兵には積極的に賛成するなど右派色を強めていくが、一方で大正10年（1921年）のロシア飢饉の際には救済運動も行っている。その後は、大正11年（1922年）のワシントン会議における海軍軍縮案への反対、大正12年（1923年）のアメリカ政府による「排日移民法」への反対、といった国民運動の中心的存在となり、その社会的影響力を徐々に拡大していく。大正デモクラシーには否定的で、吉野作造と立会演説会を行った他、大正14年（1925年）の加藤高明首相暗殺未遂事件では容疑者として投獄された（翌年無罪）。また、この頃から大本教への接近を強め、同教が関係した紅卍字会日本総会の会長となる。
昭和6年（1931年）に大日本生産党を結成し、その総裁となる。昭和7年（1932年）の血盟団事件・昭和8年（1933年）の神兵隊事件などの黒幕と呼ばれ、関東軍支持の立場から「日満蒙連邦建設」「日支共存」「皇謨翼賛運動」などを構想した。昭和9年（1934年）大本教系昭和神聖会副統管。
昭和12年（1937年）7月26日死去。墓所は多磨霊園。

## 著作

### 単著
- 『露国東方経営部面全図』黒龍会、1902年5月。 NCID BA35878117。全国書誌番号:43056331。
- 『柔道』黒龍会出版部、1903年2月。 NCID BA64700094。全国書誌番号:40075635。
- 『堪察加薩哈嗹 附疴哥斯科沿岸』黒龍会、1904年9月。 NCID BA3981830X。全国書誌番号:40010579。
- 『満韓開務鄙見』内田良平、1906年7月。 NCID BN13647724。全国書誌番号:64006969。
- 『日本之三大急務』黒龍会本部、1912年11月。 NCID BN05640821。全国書誌番号:43017760。
- 『支那観』黒龍会、1913年10月。 NCID BN15865340。全国書誌番号:43017952 全国書誌番号:60014833。
- 『国難来』黒龍会、1925年8月。 NCID BA31773558。全国書誌番号:43031835。
- 『武道極意』黒龍会出版部、1925年11月。 NCID BN06472325。全国書誌番号:43050961 全国書誌番号:43050962。
- 『聖訓謹解』黒龍会出版部、1928年7月。 NCID BA34727965。全国書誌番号:47004207。
- 『居候堂歌集』黒龍会出版部、1930年6月。 NCID BN14100100。全国書誌番号:44017578。
- 『全満蒙鉄道統一意見書』黒龍会出版部、1930年1月。 NCID BN06573752。全国書誌番号:44052686 全国書誌番号:61006811。
- 『国体本義』黒龍会出版部、1931年4月。 NCID BN15606477。全国書誌番号:44008832。
- 『満蒙の独立と世界紅卍字会の活動』先進社、1931年12月。 NCID BA36480295。全国書誌番号:47021231。
- 『皇国史談 日本の亜細亜』黒龍会出版部、1932年12月。 NCID BN06010942。全国書誌番号:46083500 全国書誌番号:60013775。
- 『皇道に就いて』黒龍会出版部、1933年6月。全国書誌番号:44060034。
- 『日米問題ニ付米国当局並ニ識者ノ熟考ヲ促ス』黒龍会、1933年9月。 NCID BB25734548。全国書誌番号:47013504。
- 『対外国是樹立の急務』鈴木一郎、1934年8月。全国書誌番号:44034810。
- 『憂国慨言杜鵑録』黒龍会出版部、1934年11月。 NCID BA86160106。全国書誌番号:44060456。
- 『黒龍澗人歌集』黒龍会本部、1934年2月。全国書誌番号:46088553 全国書誌番号:87090229。
  - 葛生能久 編『歌袋 黒龍澗人歌集後篇』黒龍会出版部、1937年10月。 NCID BN06481654。全国書誌番号:46045405 全国書誌番号:87090215。
  - 『黒龍澗人歌集』内田良平大人五十年祭実行委員会、1987年7月。全国書誌番号:88036181。
- 『反国体思想を根絶して明治神宮の御神慮を安じ奉れ』黒龍会、1935年4月。 NCID BA86071797。全国書誌番号:44034697。
- 『時代思想の顕現せる天理教と大本教』黒龍会、1936年2月。全国書誌番号:21484634 全国書誌番号:46033567。
- 『支那観・国難来』若林半、1937年3月。 NCID BA4012068X。全国書誌番号:44004073 全国書誌番号:85090237。
- 『硬石五拾年譜 内田良平自伝』西尾陽太郎解説、葦書房、1978年10月。 NCID BN01128151。全国書誌番号:79004874。
- 『内田良平のやさぐれ交遊録』ちはら書房、1979年2月。全国書誌番号:79012427。

### 編集
- 『政弊私議』黒龍会、1914年2月。全国書誌番号:43018026。
- 『米穀需給区劃制定論』黒龍会、1918年9月。 NCID BA48582554。全国書誌番号:43025839。
- 『日韓併合始末』 全3巻、[出版者不明]、1921年9月。 NCID BB24096457。全国書誌番号:54013875。
- 貝原益軒『損軒詩集・西帰吟稿』黒龍会出版部、1925年11月。 NCID BA52093223。全国書誌番号:43041421。

### 共著
- 内田硬石、吉倉凡農『露西亜論』黒龍会、1901年11月。 NCID BA37780523。全国書誌番号:40010740。
  - 『ロシア亡国論』宮川悌二郎解説（復刻版）、大東塾出版部、1977年7月。 NCID BN01892196。全国書誌番号:77013823。

### 著作集
- 『内田良平著作集』 第1巻（国体論集）、皇極社出版部、1985年11月。 NCID BA31935150。全国書誌番号:87030573。
- 『内田良平著作集』 第2巻（続国体論及国史論集）、皇極社出版部、1987年4月。 NCID BA31935831。全国書誌番号:87056656。
- 『内田良平著作集』 第3巻（武道論集）、皇極社出版部、1988年4月。 NCID BA31936674。全国書誌番号:88036678。